# 盧仁發
盧仁發（1934年9月3日—），臺灣南投人，中华民国司法官。東吳大學法學士，曾任台湾高等法院推事（法官）、检察总长，是首位台籍人士出任中華民國檢察體系最高首長。

## 生平
盧仁發生於1934年9月3日。毕业於东吴大学法律系。历任台东地方法院检察处、基隆地方法院检察处、台北地方法院士林分院检察处首席检察官，板桥地方法院检察署、台北地方法院检察署检察长，台湾高等法院推事，台湾高等法院检察署检察长。1997年，出任最高法院检察署检察总长。